# Côme (musicien, né en 1987)
Ne doit pas être confondu avec Côme (musicien, né en 1994).
Pour les articles homonymes, voir Côme et Vivares (homonymie).
Côme (stylisé avec un C barré « Ȼ »), de son vrai nom Pierrick Vivares, est un auteur-compositeur-interprète et musicien français né le 24 février 1987 à Sainte-Foy-lès-Lyon (Rhône).

## Biographie
Pierrick Vivares fait ses premiers pas sur scène à onze ans en tant que soliste dans Pantin Pantine (Allain Leprest / Romain Didier). Il intègre la classe musique-études de la Maîtrise de la Loire, et intégrera le chœur d'enfants dans Carmen de Bizet[réf. nécessaire].
En avril 2010, Pierrick Vivares commence une carrière solo en tant qu’auteur, compositeur, interprète. Il se produit dans une quarantaine de concerts et sort un premier EP 7 titres en 2011. En 2013, il sort son premier album Transports en commun, accompagné du guitariste Clément Faure,. L'album est élu Coup de Cœur du Centre de la Chanson.
Il gagne en 2014 le Tremplin des Poy'sons organisé par le Théâtre des Pénitents à Montbrison. En 2015, il remporte le prix Coup de pouce du Festival Barbara.
Son deuxième EP Ph[o]enix sort en avril 2016. Le titre Il y a des jours rentre en diffusion sur France Inter cette même année, et est également diffusé sur France Bleu. En 2017, Côme signe avec le label Vibrations sur le Fil, et sort un nouvel album Point Némø le 16 mars 2018. Il sort également en 2017 le single Les mots en duo avec Leïla Huissoud.
Depuis l’EP Ph[o]enix, Pierrick Vivares utilise le nom d'artiste Côme.

## Style musical
Chanson française.

## Discographie

### Singles
- 2013 : Transports en commun
- 2017 : Les mots (avec Leïla Huissoud) [8]

### EP
- 2010 : Eponyme
- 2016 : Ph[o]enix